# Radioactive (Gene Simmons)
Radioactive è un singolo di Gene Simmons, estratto dal suo primo album omonimo, pubblicato nel 1978.

## Il brano
Il brano riscosse un significativo successo, anche grazie al fatto che, oltre allo stesso Simmons, venne eseguito da musicisti di notevole rilevanza: Joe Perry, Bob Seger, Allan Schwartzberg, con l'aggiunta di turnisti come Eric Troyer e Neil Jason. Curiosamente, il basso è suonato da quest'ultimo, e non da Simmons.

## Tracce
- Lato A: Radioactive
- Lato B: See You in Your Dreams

## Formazione
- Gene Simmons, voce
- Joe Perry, chitarra
- Bob Seger, chitarra
- Eric Troyer, tastiera
- Neil Jason, basso
- Allan Schwartzberg, batteria